# 劉瑄 (景泰三甲進士)
劉瑄（1424年—？），字宗器，直隸真定府深州人，軍籍，明朝政治人物。同進士出身。

## 生平
順天府鄉試第八十名舉人。景泰五年（1454年）甲戌科會試第二百六十五名舉人，殿試登進士第三甲第一百四十二名。

## 家族
曾祖劉七老。祖父劉福德。父劉愉。